# Strada europea E441
La E441 è una strada europea che collega Chemnitz a Hof.

## Percorso
La E441 è definita con i seguenti capisaldi di itinerario: "Chemnitz - Plauen - Hof".